# Balistes vetula
Baliste royal
Espèce
Statut de conservation UICN

 NT  : Quasi menacé
Balistes vetula, communément nommé Baliste royal ou de sa majesté, est une espèce de poissons marins de la famille des Balistidae.
Il est présent dans les eaux tropicales de la zone occidentale de l'océan Atlantique soit des côtes du  Massachusetts aux côtes du Brésil en passant par le Golfe du Mexique et la mer des Caraïbes ainsi que du côté oriental de l'océan Atlantique des île de l'Ascension au Cap Vert et des Açores et au large du bassin d’Arcachon
. 
Sa taille maximale est de 60 cm mais la taille moyenne est de 30 cm.

## Philatélie
Timbre du Burundi de 1974 valeur faciale 11 F, Y&T 611.